# دیومدس (پسر تودوئوس)
دیومدس (به یونانی: Διομήδης)، در اسطوره‌های یونان، از دلیرترین جنگ‌جوهای یونانی جنگ تروا است.
فرزند تودئوس و دئیپوله بود. از اپیگون‌ها بود. در جنگ تروا به همراه اودوسئوس دلاوری‌های بسیاری داشت. پاندوراس را کشت. آینیاس و آفرودیته را زخمی کرد.